# كاجسا أولونغرن
كارين هيلدور «كاجسا» أولونغرن (بالهولندية: Karin Hildur (Kajsa) Ollongren) (التلفظ السويدي: [²ka͜ɪsa ˈɔlɔnɡreːn]؛ من مواليد 28 مايو 1967) سياسية سويدية هولندية، تشغل منصب النائب الثاني لرئيس وزراء هولندا منذ 14 مايو 2020، ووزير الداخلية وعلاقات المملكة في حكومة روته الثالثة منذ 14 أبريل 2020. وهي عضوة في حزب الديمقراطيين 66 (D66).